# Dracunculus medinensis

Ciclul vital al Dracunculus medinensis.

Dracunculus medinensis (latină dracunculus = dragon mic), cunoscut sub denumirea de dragon, vierme de Guineea sau filarie de Medina, este un vierme parazit din clasa nematodelor, cu aspect filiform și lungimea de 60–100 cm, la maturitate. Parazitul provoacă boala numită dracunculoză, întâlnită la om și la câine, uneori și la cal și bovine. Gazda intermediară pentru larva parazitului o constituie unele specii de crustacee microscopice din genul Cyclops (ciclopi) care trăiesc în apele eleșteelor, mlaștinilor și râurilor.
Omul sau animalele se pot infesta prin consum de apă contaminată. Larvele parazitului traversează peretele intestinal și trec în cavitățile organismului, unde, în următoarele 10-14 luni, femelele se vor acupla cu masculii. Masculul, de mici dimensiuni (1,2-2,9 cm), moare ulterior și este absorbit de corpul mai mare al femelei. Aceasta se dezvoltă până la o lungime totală de 60–100 cm, având aspectul unei spaghette fierte. În urma acuplării, în organismul femelei se formează mii de larve minuscule. Femela migrează prin organismul gazdei și se implantează la nivelul țesutului subcutanat (de obicei la nivelul membrelor inferioare, predominant în regiunea gleznelor). Ajunsă la maturitate, femela perforează pielea pentru a își depune larvele, aproximativ după un an de la infestare.
Locul perforației este marcat de apariția unei vezicule, însoțită de o puternică senzație de arsură. Vezicula se sparge în 24-72 de ore, provocând o mică plagă supurată, în care este vizibilă extremitatea viermelui. Pentru calmarea senzației de arsură, omul sau animalul infestat este tentat să intre în apă. Contactul plăgii cu apa favorizează răspândirea larvelor și infestarea gazdelor intermediare. Femela elimină larve timp de câteva zile, la fiecare contact cu apa.
Plaga se poate suprainfecta, provocând abcese subcutanate sau infecții articulare. La om, una din complicațiile infecțioase poate fi tetanosul. În cazul morții parazitului, acesta se calcifică și poate fi evidențiat radiologic.